# 베자주

베자주의 위치

베자주(영어: Béja Governorate, 아랍어: ولاية باجة)는 튀니지 북부에 있는 주로, 주도는 베자이다. 면적은 3,558km2이며, 인구는 305,000명(2004년)이다.